# Drepanoptila
Drepanoptila is een geslacht van vogels uit de familie duiven (Columbidae).

## Soorten
Het geslacht kent de volgende soort:
- Drepanoptila holosericea – Zijden jufferduif